# Human relations
Zasugerowano, aby zintegrować ten artykuł z artykułem Human Relations Management. Nie opisano powodu propozycji integracji.
Human relations – termin oznaczający szkołę stosunków międzyludzkich w zarządzaniu. 

## Opis
Rozwinęła się w odpowiedzi na wyniki badań przeprowadzonych między 1927 a 1932 rokiem przez Eltona Mayo  w należącej do przedsiębirostwa Western Electric Company fabryce Hawthorne Works w Stanach Zjednoczonych.
Według tej szkoły organizację stanowią ludzie, którzy pozostają w przyjaznych stosunkach. Szkoła behawioralna wniosła do zarządzania element stosunków międzyludzkich i element humanizacji pracy. 
Założenia szkoły behawioralnej:
- Współczesna technologia – daleko posunięty podział pracy dla specjalizacji utrudnia zaspokojenie tych potrzeb w sytuacji pracy, dlatego ludzie poszukują możliwości ich zaspokojenia w stosunkach nieformalnych tworząc nieformalne grupy.
- Wysokie morale i zadowolenie można uzyskać stosując metody i techniki zarządzania ukierunkowanego na ludzi, a nie tylko na zadania (metody partycypacyjne).
- Istotną pobudką organizacyjnego zachowania się pracownika są potrzeby społeczne (oprócz potrzeb fizjologicznych i bezpieczeństwa).

Do głównych przedstawicieli tego kierunku należeli:
- Elton Mayo (1880–1949)
- Abraham Maslow (1908–1970) – twórca teorii hierarchii potrzeb
- Douglas McGregor – twórca teorii X i teorii Y
- Chester Barnard (1886–1961)